# Садово
Садово (болг. Садово) — город в Болгарии. Находится в Пловдивской области, административный центр общины Садово.
Население города составляет 2459 человек (2022).
Город расположен к югу от реки Марица, в 18 км к востоку от областного центра — города Пловдив.
В Садово в 1916 году была зафиксирована самая высокая температура воздуха в Болгарии — +45,2 °C.

## Политическая ситуация
Кмет (мэр) общины Садово — Димитр Здравков (БСП) по результатам выборов.